# Nenad Brnović
Nenad Brnović (ur. 18 stycznia 1980 w Titogradzie) – czarnogórski piłkarz występujący na pozycji pomocnika.